# Thomas Roberts (jésuite)
Thomas d'Esterre Roberts, né le 7 mars 1893 au Havre (France) et décédé le 28 février 1976 à Londres est un prêtre jésuite anglais. Il fut archevêque de Bombay de 1937 à 1950. Exprimant souvent sans ambages des vues non-conformistes il fut surnommé l’évêque déluré’ (the rogue bishop) et fut considéré comme un représentant de la ‘gauche catholique’.

## Biographie
Né de parents anglais au Havre en France, le jeune Thomas entre chez les Jésuites le 7 septembre 1909 et fait son noviciat à Manresa House (Roehampton). A la fin de sa formation spirituelle et académique il est ordonné prêtre le 20 septembre 1925. Le père Roberts enseigne ensuite à Liverpool où il est recteur du collège jésuite.

### Archevêque de Bombay
Le 12 août 1937, Thomas Roberts est nommé archevêque de Bombay par le pape Pie XI . Il reçoit la consécration épiscopale le 21 septembre 1937 des mains de Richard Downey, archevêque de Liverpool. Sa devise épiscopale est: Carior libertas ('Plus précieux que la liberté').  
Trois ans après l’indépendance de l'Inde, le 4 décembre 1950, Thomas Roberts donne sa démission. Il est en bonne santé et n’a que 57 ans. Mais, le pays sortant de l’ère coloniale et ayant jugé son auxiliaire tout à fait apte, il estime qu’il est temps de passer la main au clergé diocésain. Valerian Gracias, plus tard cardinal (et premier cardinal indien), prend sa succession.  Et Roberts est nommé archevêque titulaire de Sugdaea (de).

### Théologien non-conformiste
Thomas Roberts prend résidence chez les Jésuites de Farm Street, Londres, où il reste très actif, surtout comme écrivain et conférencier. Il voyage et donne des conférences sur des questions théologiques et pastorales qui lui tiennent à cœur. Sa pensée théologique est libérale, sociale et proche de la ‘nouvelle théologie’ française. Il aurait personnellement conseillé à Pie XII de ne pas définir dogmatiquement le mystère de l’Assomption de Marie (1950). Sa réflexion sur l‘exercice de l’autorité et l’obéissance religieuse’ marque les esprits (1954).
Roberts rejette l’idée que la procréation soit la fin première du mariage et souhaite une vue plus souple de l'Église sur le contrôle des naissances comme sur les annulations de mariage.  Avant même l’ouverture du concile Vatican II il préconise une plus grande participation des laïcs dans les affaires de l'Église et prend position en faveur du désarmement nucléaire. Cofondateur en 1958 de la ‘Campagne pour le désarmement nucléaire’, on le voit marcher dans les rues en compagnie de Bertrand Russell. Il regrette, en 1961 que l’Église catholique n’ait pas encore pris position en faveur de la non-violence
Bien que ‘emeritus’ il participe activement part aux quatre sessions du concile Vatican II (1962-1965), entre autres sur la question sensible de la culpabilité des Juifs dans la mort de Jésus. Il y promeut vigoureusement le droit à l’objection de conscience. En mai 1964 il rend public son opposition à  une lettre pastorale du Cardinal Heenan, archevêque de Westminster, condamnant au nom de la conférence épiscopale d’Angleterre, tout usage du contraceptif dans le mariage. Cela l’entraine dans une vive controverse, par voie de presse londonienne, avec le Cardinal Heenan.
Thomas Roberts meurt à Londres le 28 février 1976.

## Écrits
- Réflexions sur l’exercice de l’autorité, Paris, Cerf, 1956.
- Contraception and holiness, the Catholic predicament, New York, Herder and Herder, 1964.
- The diary of Bathsheeba, Sands, 1970